# Shooting brake

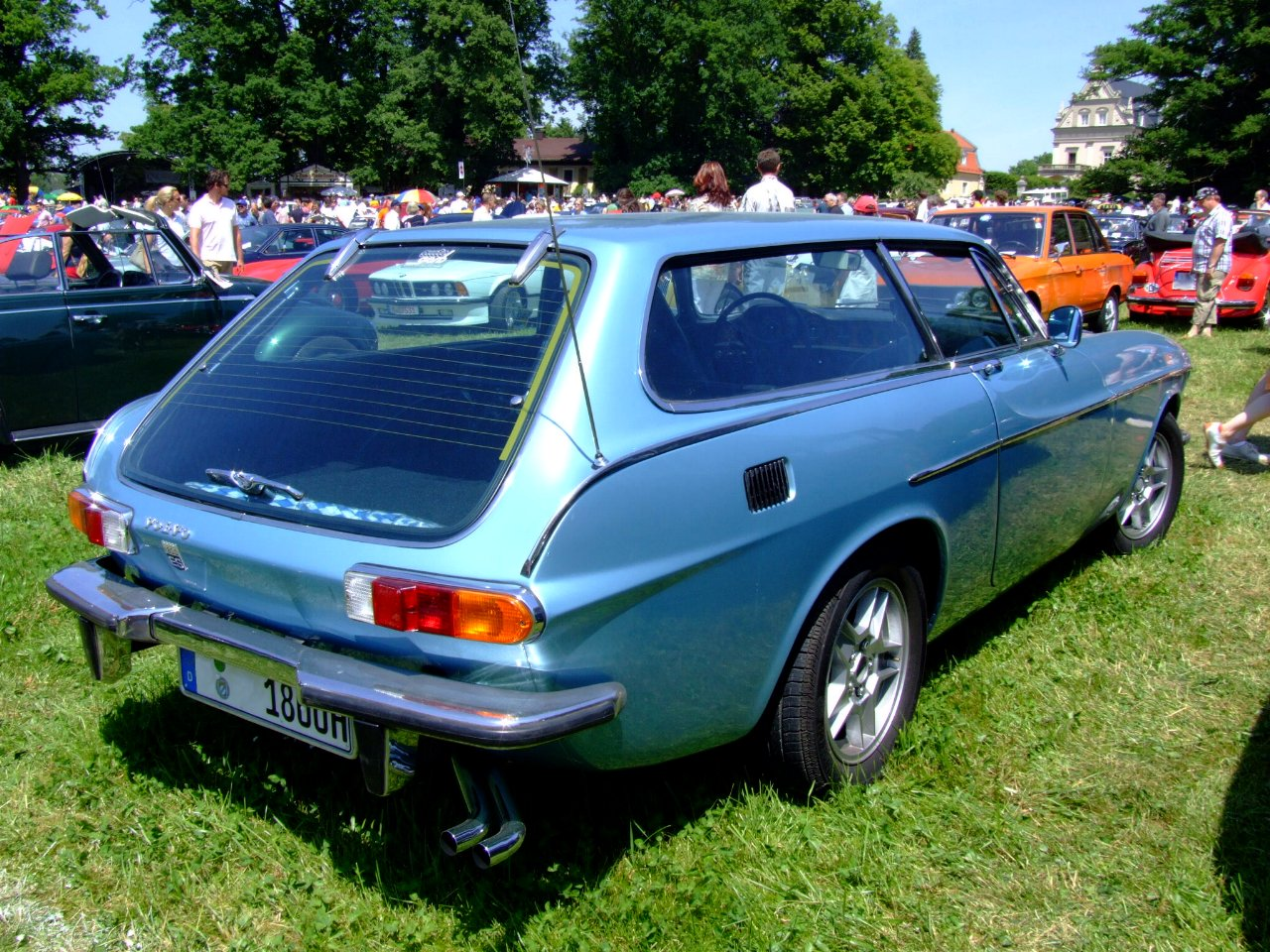
Volvo P1800 ES (1971-1973)

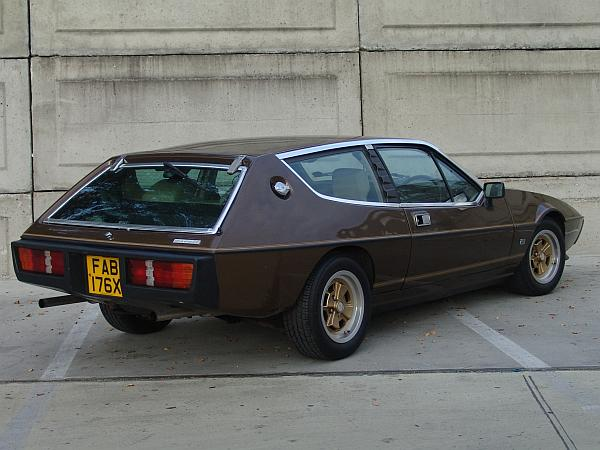
Lotus Elite II (1974-1982)

Een shooting brake, ook wel shooting break genoemd, is een carrosserievorm die de naar achter aflopende daklijn van een coupé combineert met de achterklep van een hatchback. Hierdoor heeft een shooting brake meer weg van een stationwagen dan van een sedan, maar in tegenstelling tot een klassieke stationwagen heeft een shooting brake een sportiever en eleganter design.

## Etymologie
Een break, of ook brake, (Nederlands: "brik") is een zware kar die gebruikt werd om de weerstand van onstuimige paarden te breken (Engels: "to break") en hun bewegingsdrang af te remmen  (Engels: "to brake") zodat ze als werkpaarden ingezet konden worden. Omdat de karren daarbij gemakkelijk beschadigd konden raken, werden ze enkel hiervoor ingezet. In het beste geval waren deze karren uitgerust met een lichte, verwijderbare bovenbouw die alleen gebruikt werd om materiaal te vervoeren dat nodig was voor bijvoorbeeld de jacht. Een dergelijk voertuig werd dan een shooting brake genoemd.

## Historiek

### 1900 - 1960
De shooting brake als carrosserievorm is ontstaan in het Verenigd Koninkrijk in het begin van de twintigste eeuw, waar deze wagens door rijke plattelandsbewoners gebruikt werden voor het jagen en golfen. 
Een vroege fabrikant van shooting brake-modellen was Albion Motors. De wagens werden in de vakpers omschreven als wagens met zitplaatsen voor acht personen en chauffeur, met plaats voor vier geweren, een grote voorraad patronen en proviandmanden.
Tijdens de jaren twintig en dertig waren shooting brakes populair in Engeland. Ze werden geproduceerd als serievoertuig of ze werden door carrosseriebouwers op maat gebouwd door de daklijn van bestaande en vooral prestigieuze auto's te verlengen. De term estate (stationwagen) begon meer en meer gebruikt te worden in plaats van shooting brake omdat de wagens niet meer uitsluitend voor jachtpartijen gebruikt werden maar ook in meer alledaagse situaties, zoals het vervoeren van gasten en hun bagage van en naar treinstations. Daardoor geraakte de term shooting brake stilaan in onbruik.

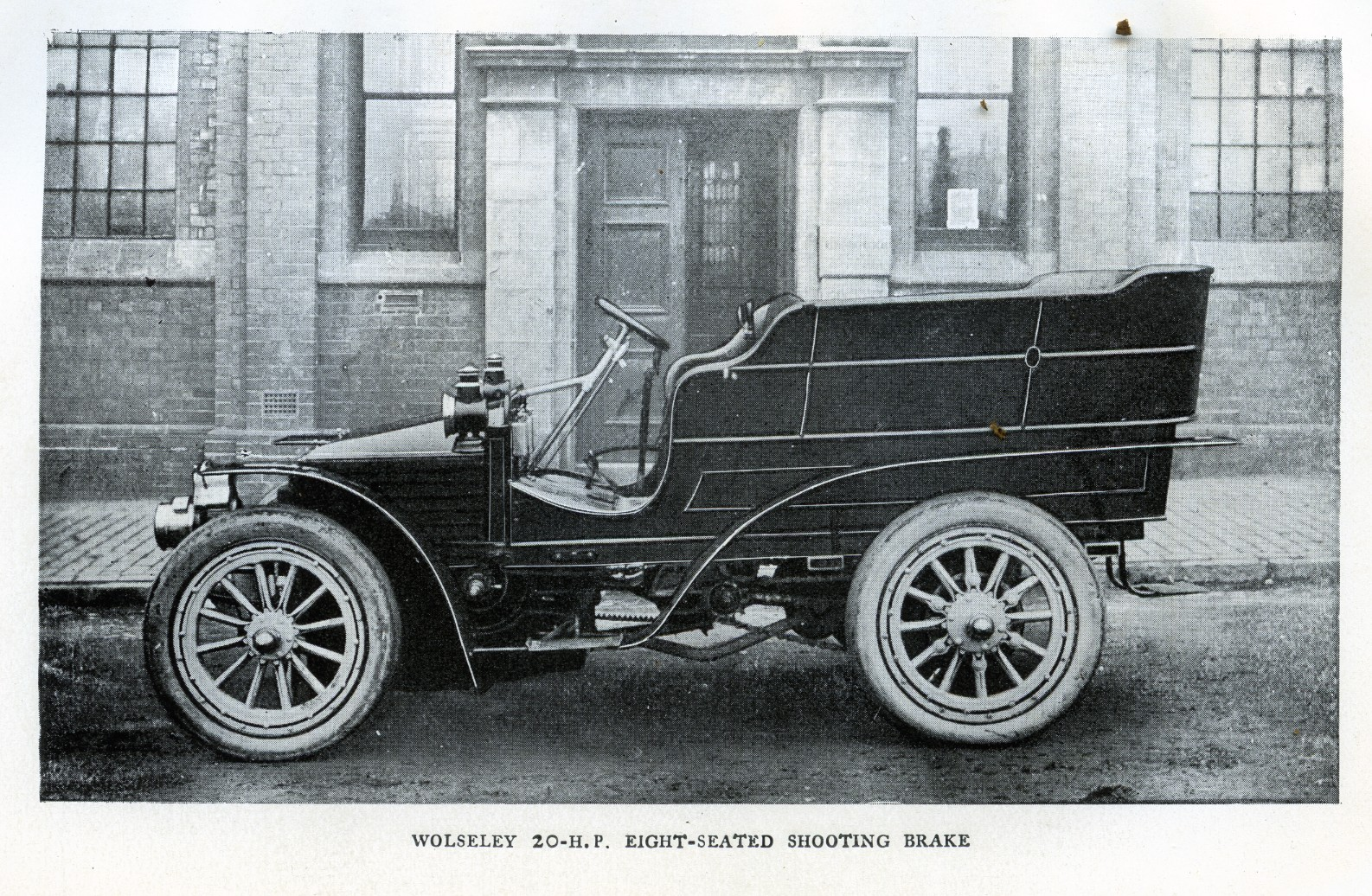
Wolseley 20HP Shooting Brake (1904)
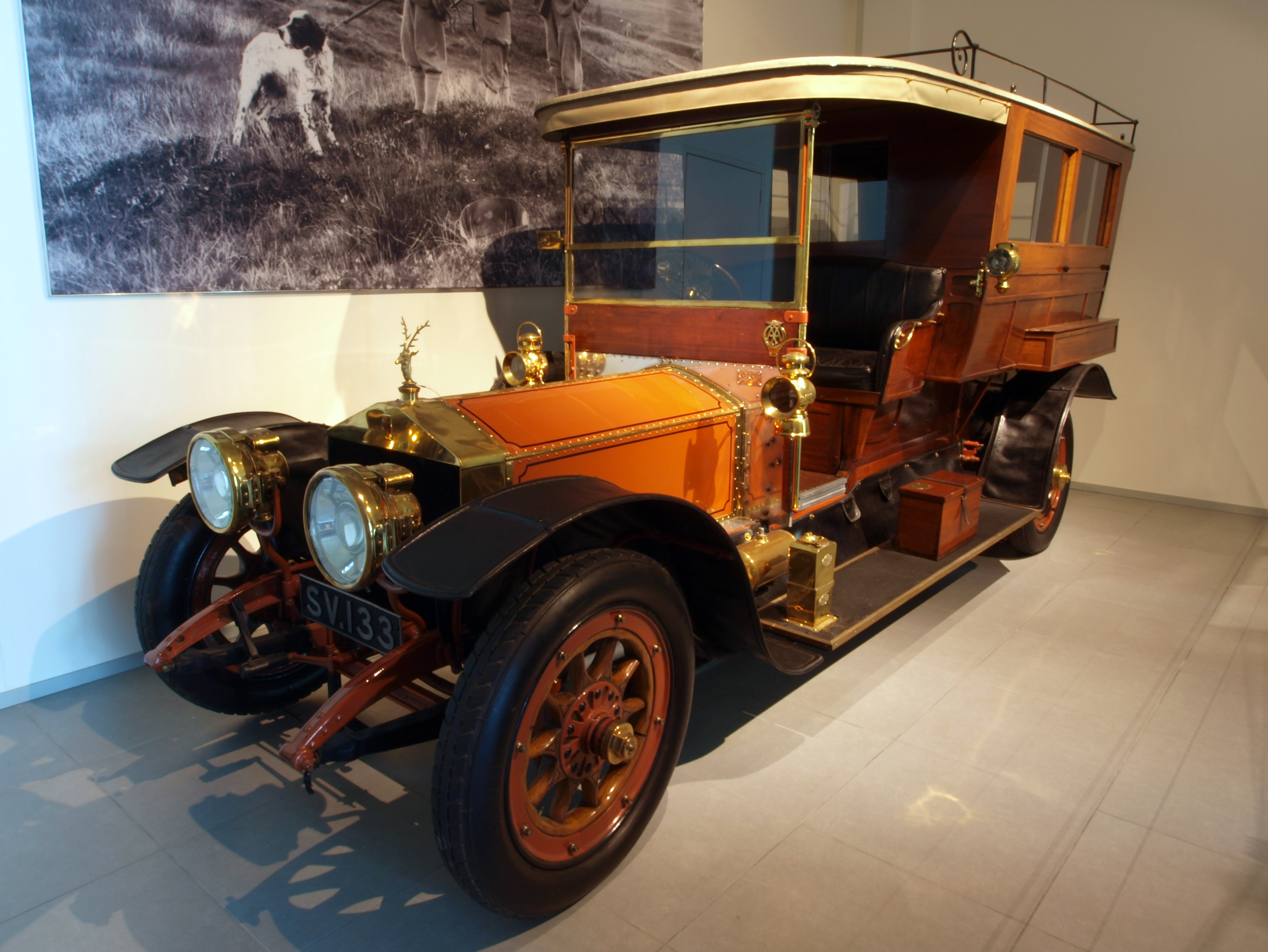
Rolls-Royce Silver Ghost Shooting Brake (1910)
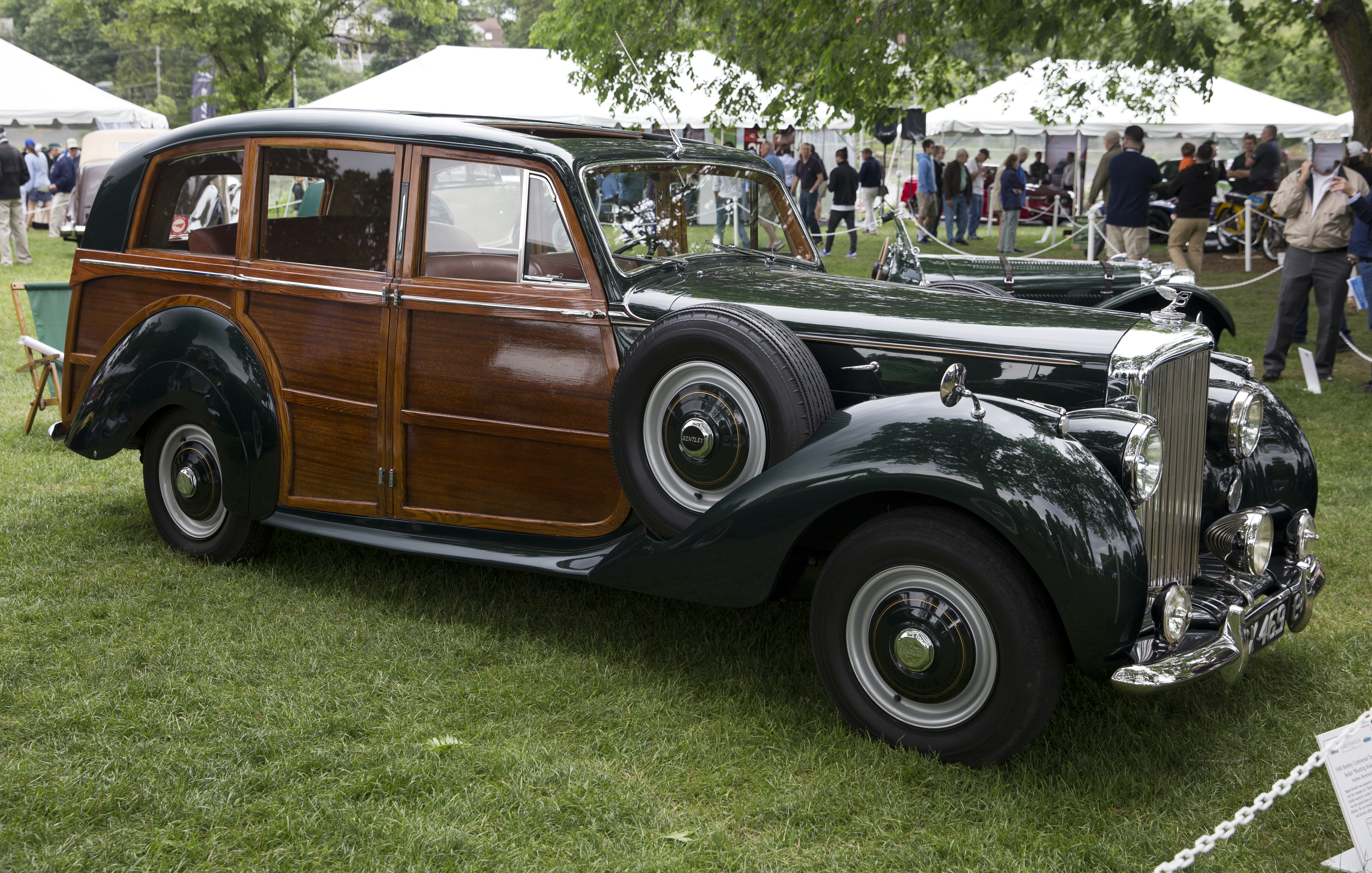
Bentley Mark VI Shooting Brake (1949)

### 1960 - 2000
Shooting brakes kenden in de jaren zestig en zeventig een heropleving in het Verenigd Koninkrijk toen een aantal luxemerken tweedeurs shooting brake-versies van hun sportwagens gingen aanbieden.
De moderne shooting brake vindt zijn oorsprong in de Aston Martin DB5. David Brown, de toenmalige eigenaar van Aston Martin, liet in 1963 een DB5 Shooting Brake bouwen voor zijn persoonlijke jachtbehoeften. Uiteindelijk werden er 12 exemplaren van geproduceerd. Een van de best verkopende modellen uit deze periode was de Reliant Scimitar GTE. Vaak waren shooting brakes echter prototypes of eenmalige exemplaren. Zo bestaan er shooting brakes op basis van de Bentley S2, de Mercedes 300 S, de Ferrari 400 en de Aston Martin DBS.
In de zomer van 1971 lanceerde Volvo de P1800 ES (bijgenaamd "Sneeuwwitjes doodskist"). Dit was een P1800 in hatchback-uitvoering met een glazen achterklep. Het model werd slechts tot eind 1973 geproduceerd.
In Italië kwam Lancia in 1975 met de Lancia Beta HPE (High Performance Estate), een shooting brake op basis van de Beta sedan in combinatie met een uitgerekte versie van de carrosserie van de Beta coupé.
In Duitsland trokken de bedrijven Arden en Artz de aandacht met hun shooting brake versies van respectievelijk de Jaguar XJS en van de Audi Quattro, Porsche 924 Carrera GT, Porsche 928 en Volkswagen Scirocco.
In de jaren negentig waren er nauwelijks shooting brakes. BMW bood vanaf 1998 de BMW Z3 Coupé aan, maar dit model kende maar een matig succes. 

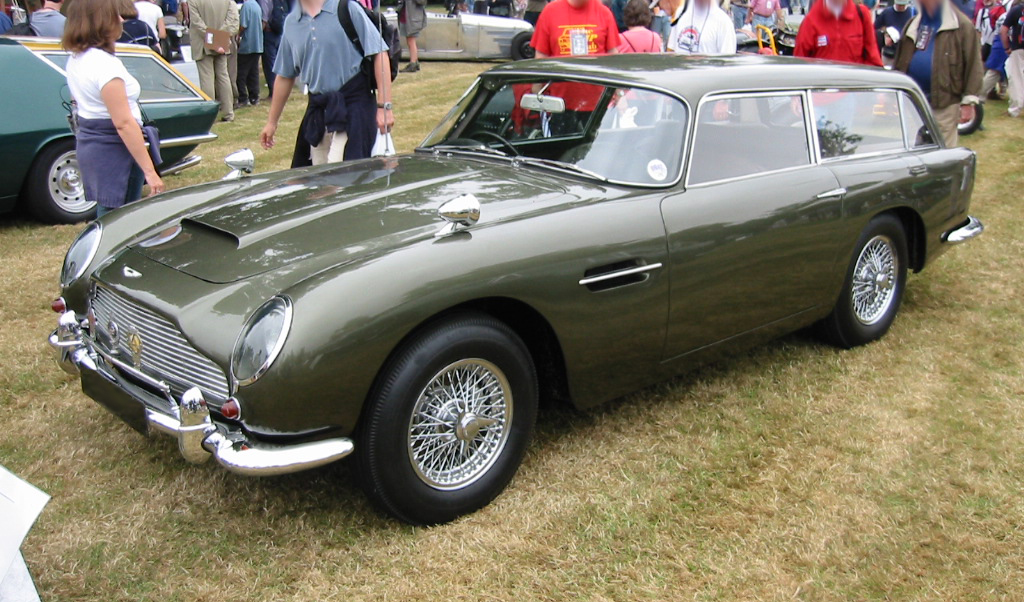
Aston Martin DB5 Shooting Brake
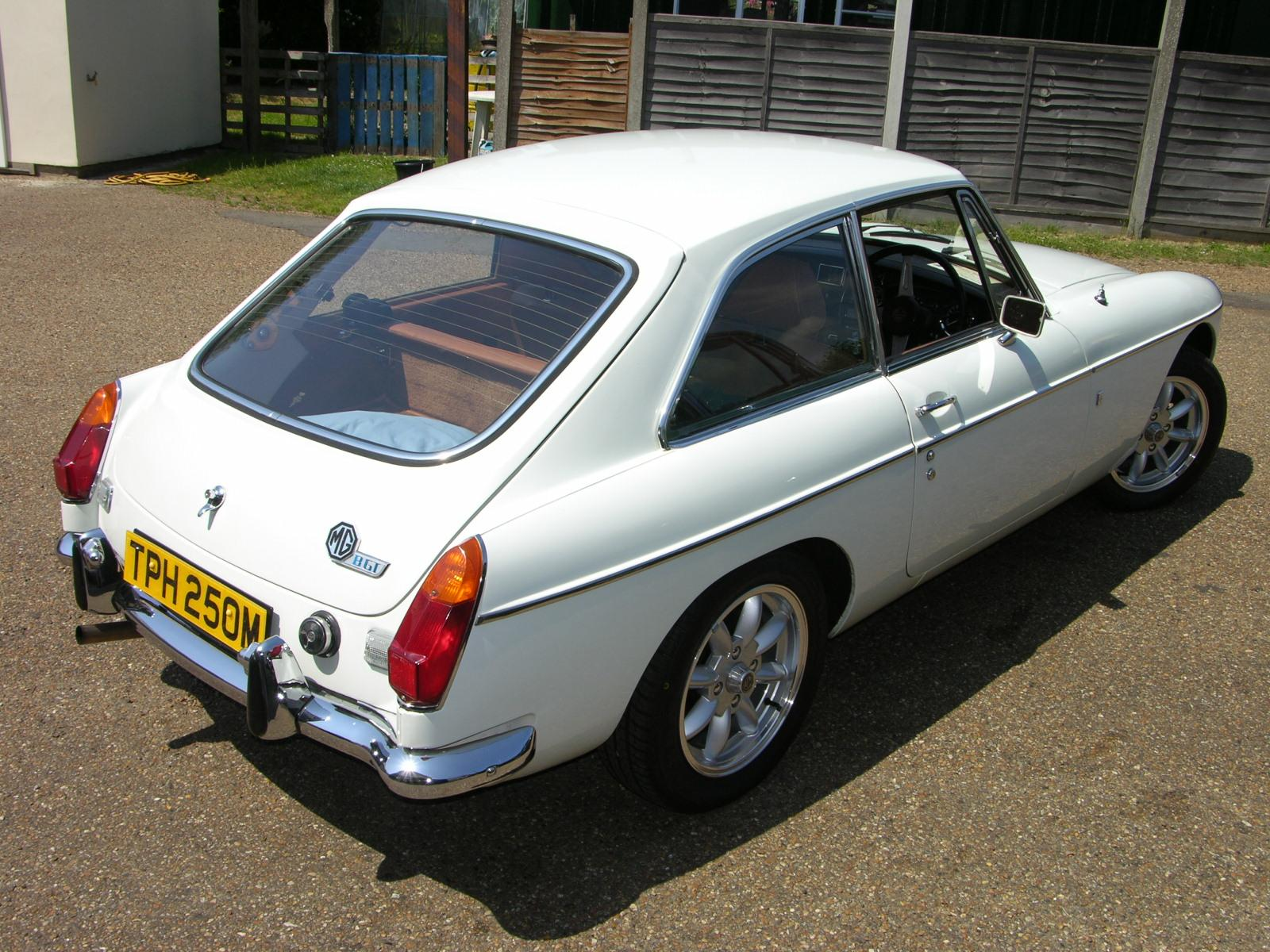
MGB GT (1965–1980)
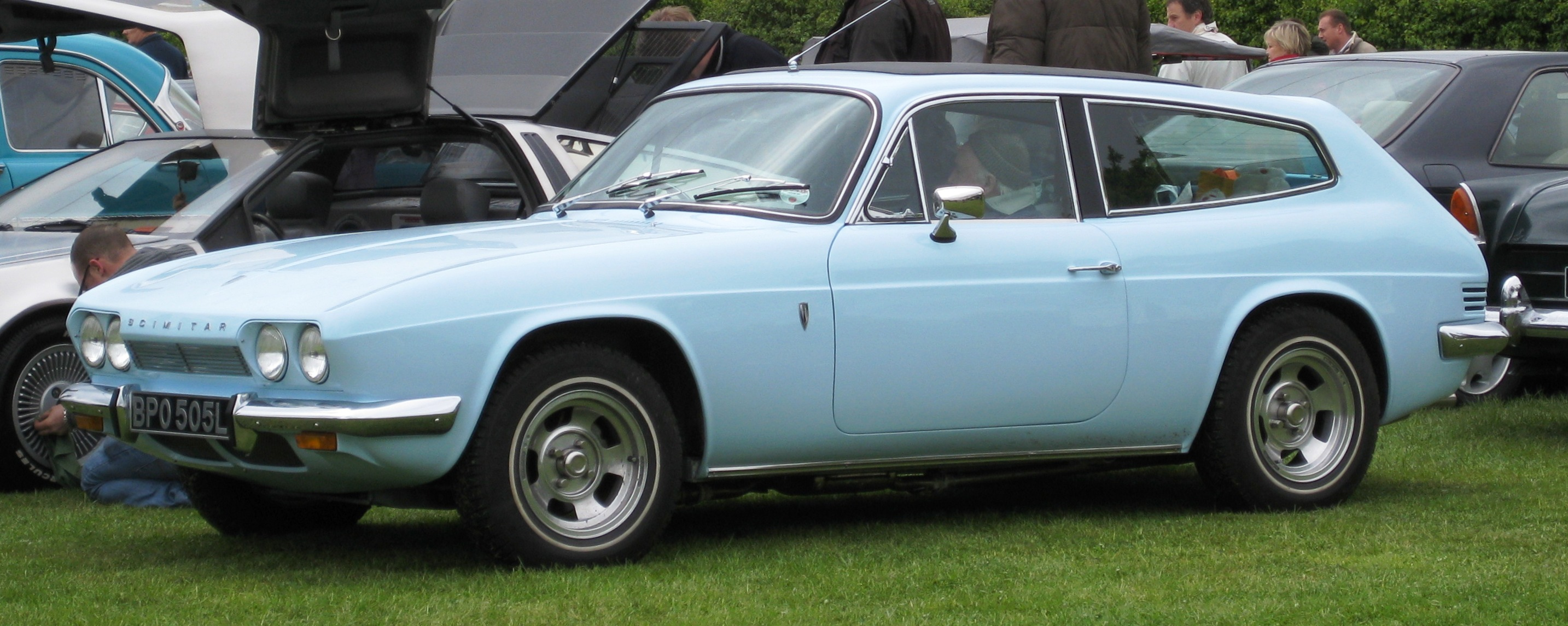
Reliant Scimitar GTE (1968–1975)
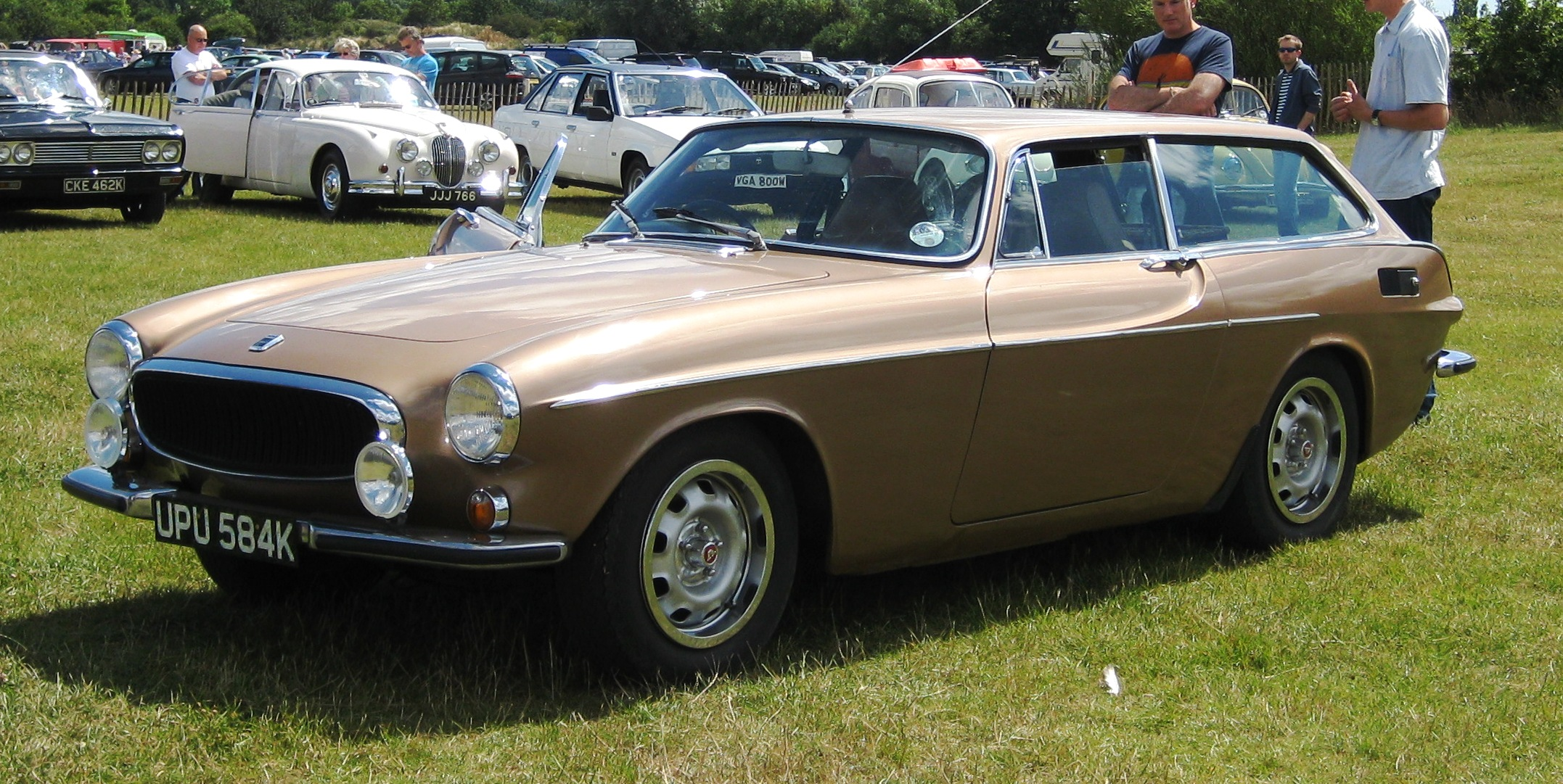
Volvo P1800 ES (1972–1973)
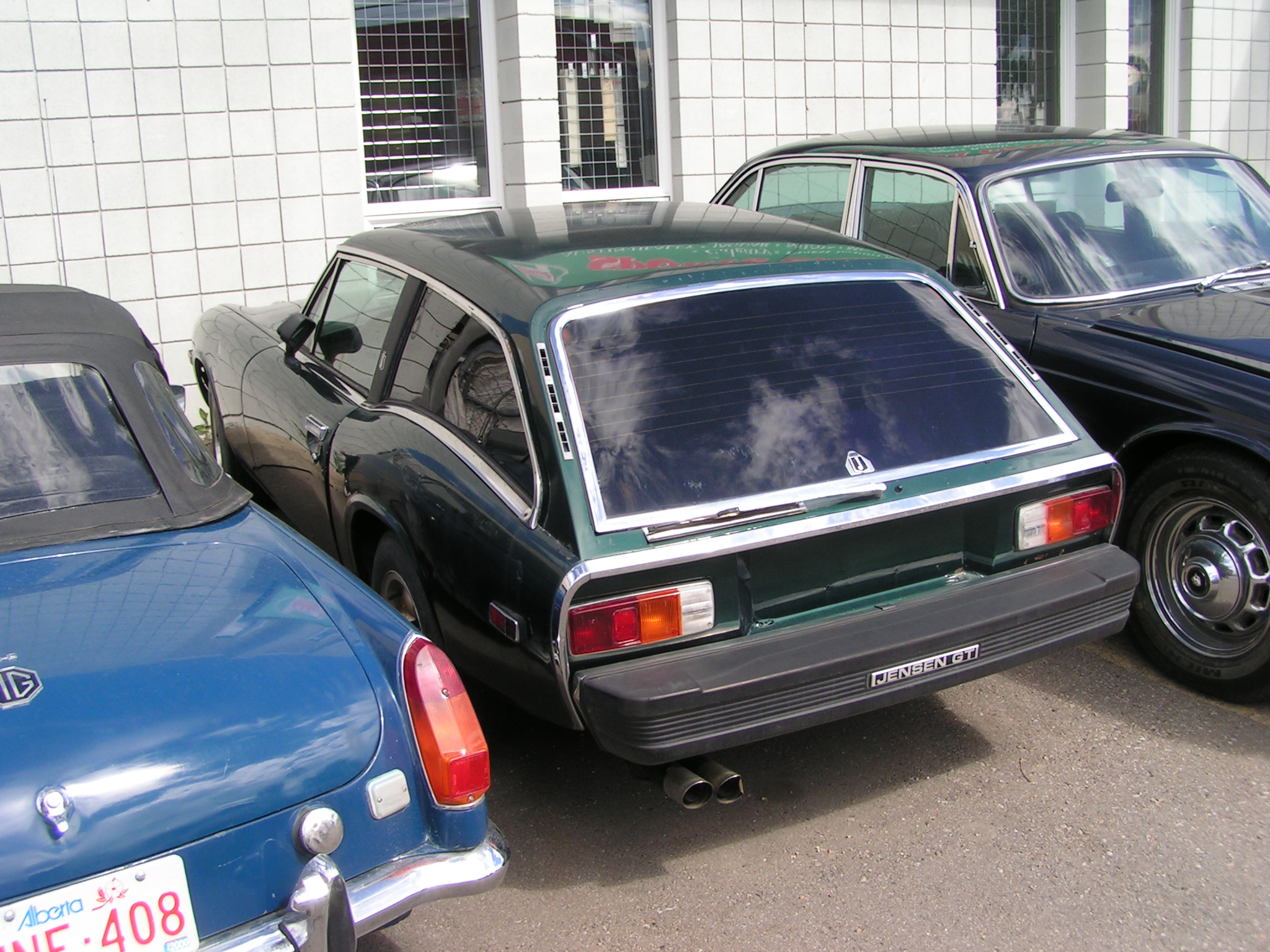
Jensen GT (1975–1976)
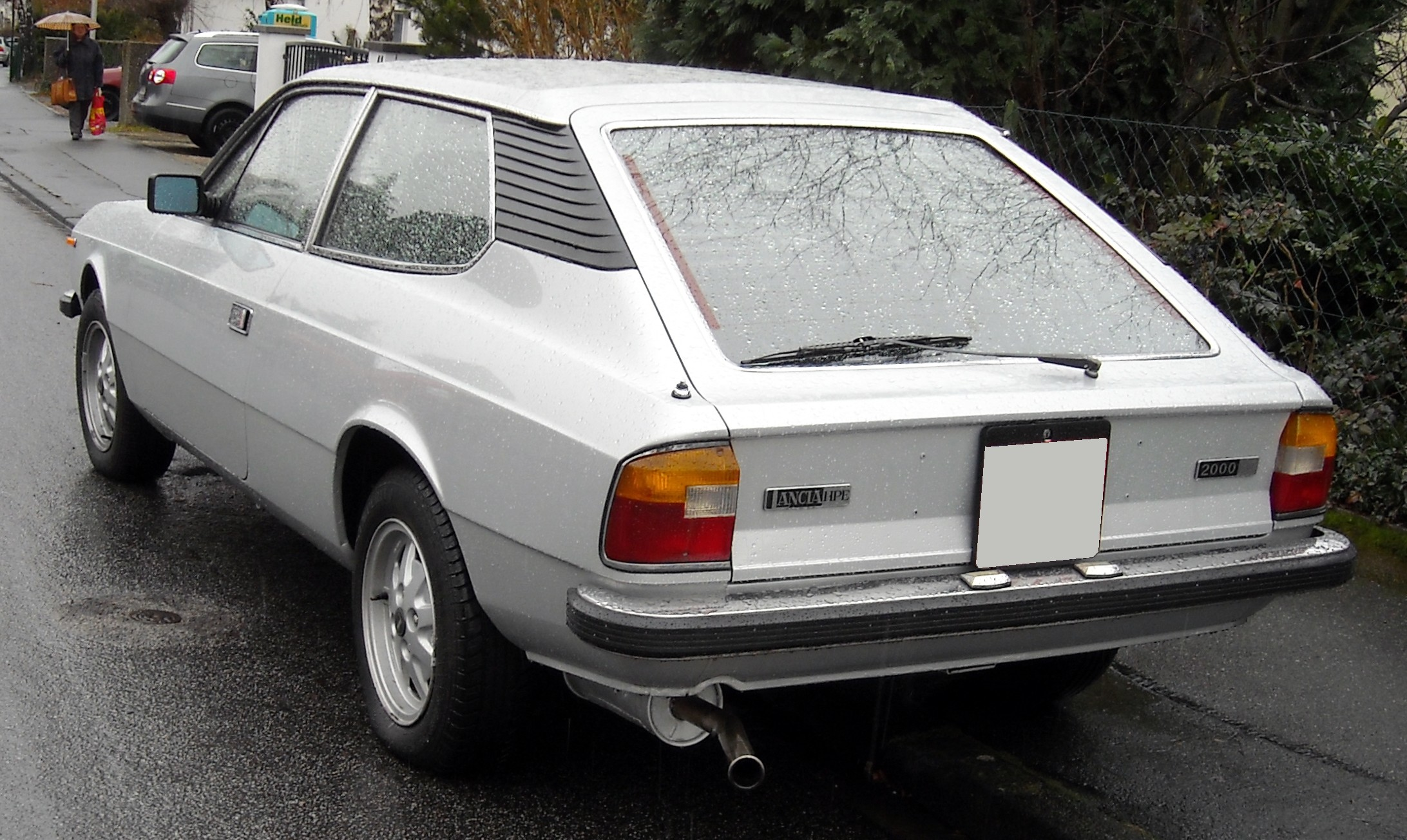
Lancia Beta HPE (1975–1984)
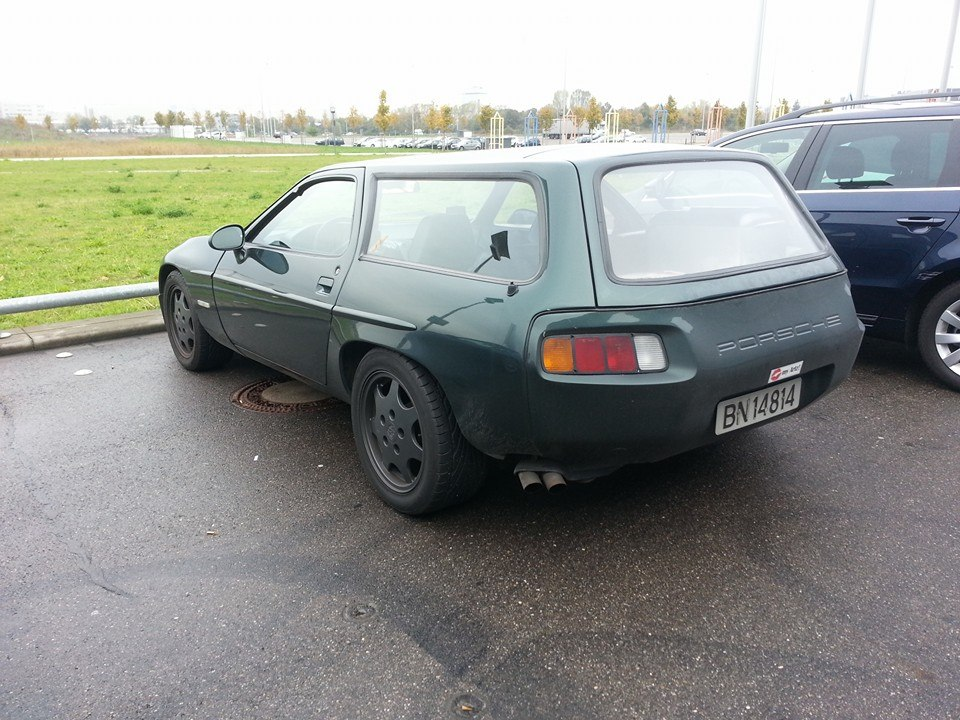
Porsche 928 S Break (1979)
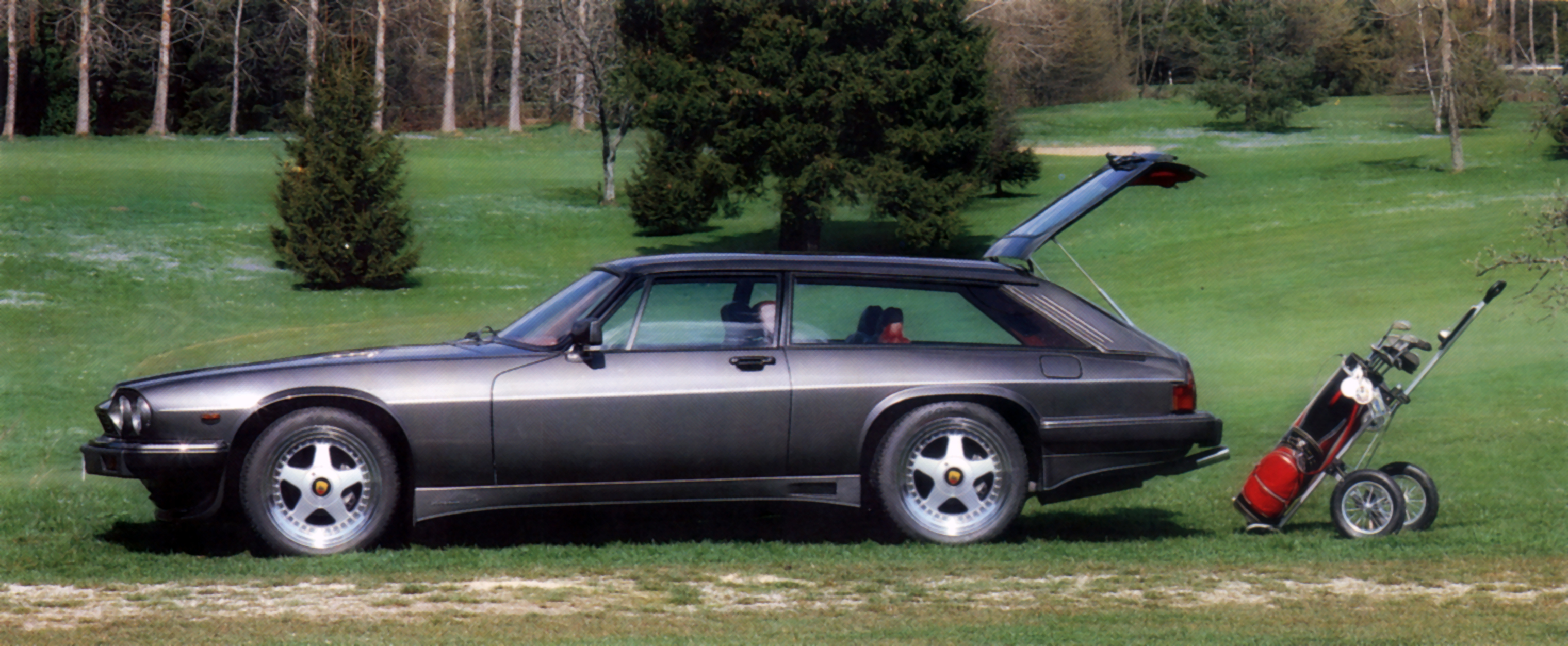
Arden AJ 3 Station Car (1986) op basis van de Jaguar XJS
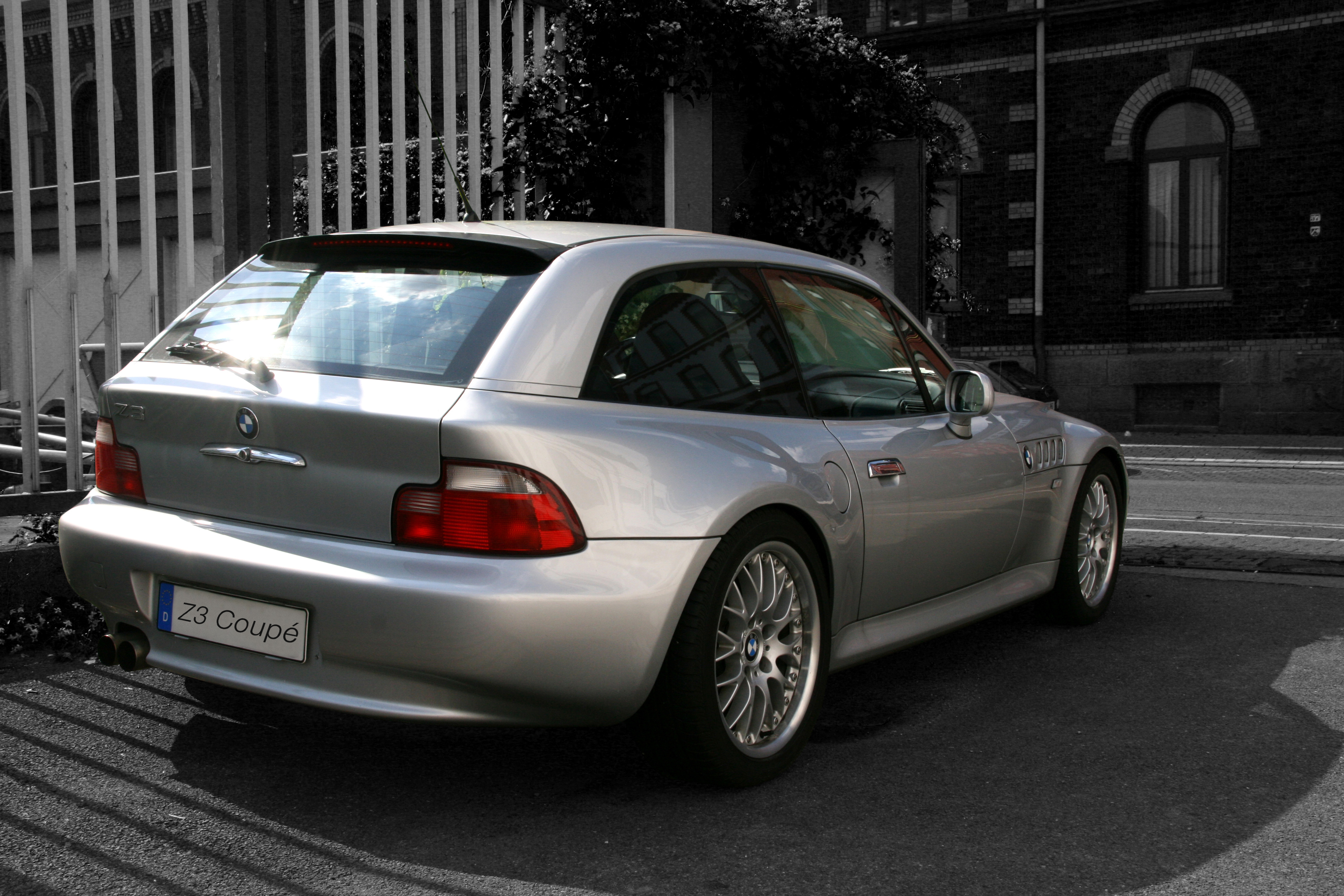
BMW Z3 Coupé (1998–2002)

### 2000 - heden
In 2000 bracht Alfa Romeo de Alfa Romeo 156 Sportwagon op de markt die vanwege zijn lage daklijn ook eerder als shooting brake dan als stationwagen beschouwd kan worden.
Tegen het midden van de jaren 2000 toonden autoconstructeurs een hernieuwde interesse in de shooting brake met onder andere de Audi Shooting Brake conceptwagen uit 2005 en de Volvo C30 uit 2006. Op het Autosalon van Genève in 2011 presenteerde Ferrari de FF, een vierwielaangedreven shooting brake met vier zitplaatsen en een 6,3-liter V12-motor.
Het eerste productiemodel dat in de 21e eeuw op de markt gebracht werd met "shooting brake" in zijn naam was de Mercedes-Benz CLS-Klasse Shooting Brake (X218) uit 2012. Dit model heeft vier portieren, wat enigszins in strijd is met de omschrijving van shooting brake als sportieve tweedeurs stationwagen. In 2015 voegde Mercedes-Benz daar nog een kleinere CLA-klasse Shooting Brake (X117) aan toe. Ook de Porsche Panamera Sport Turismo uit 2017 en de Volkswagen Arteon uit 2020 worden door hun fabrikanten omschreven als een shooting brake.

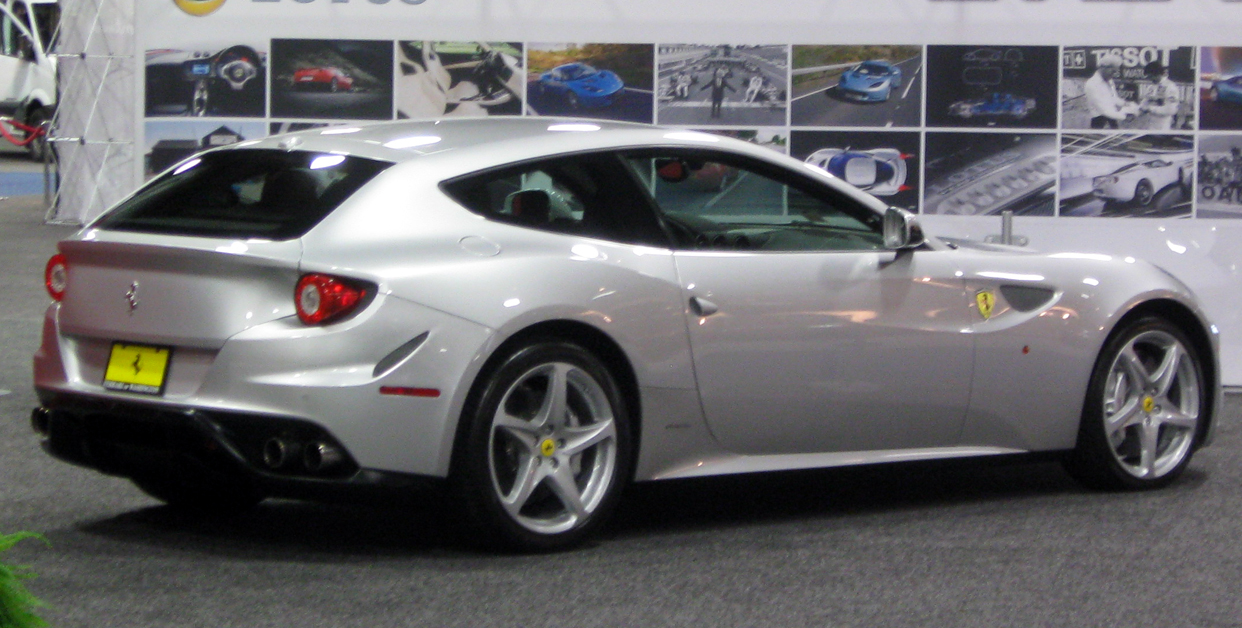
Ferrari FF (2011–2016)
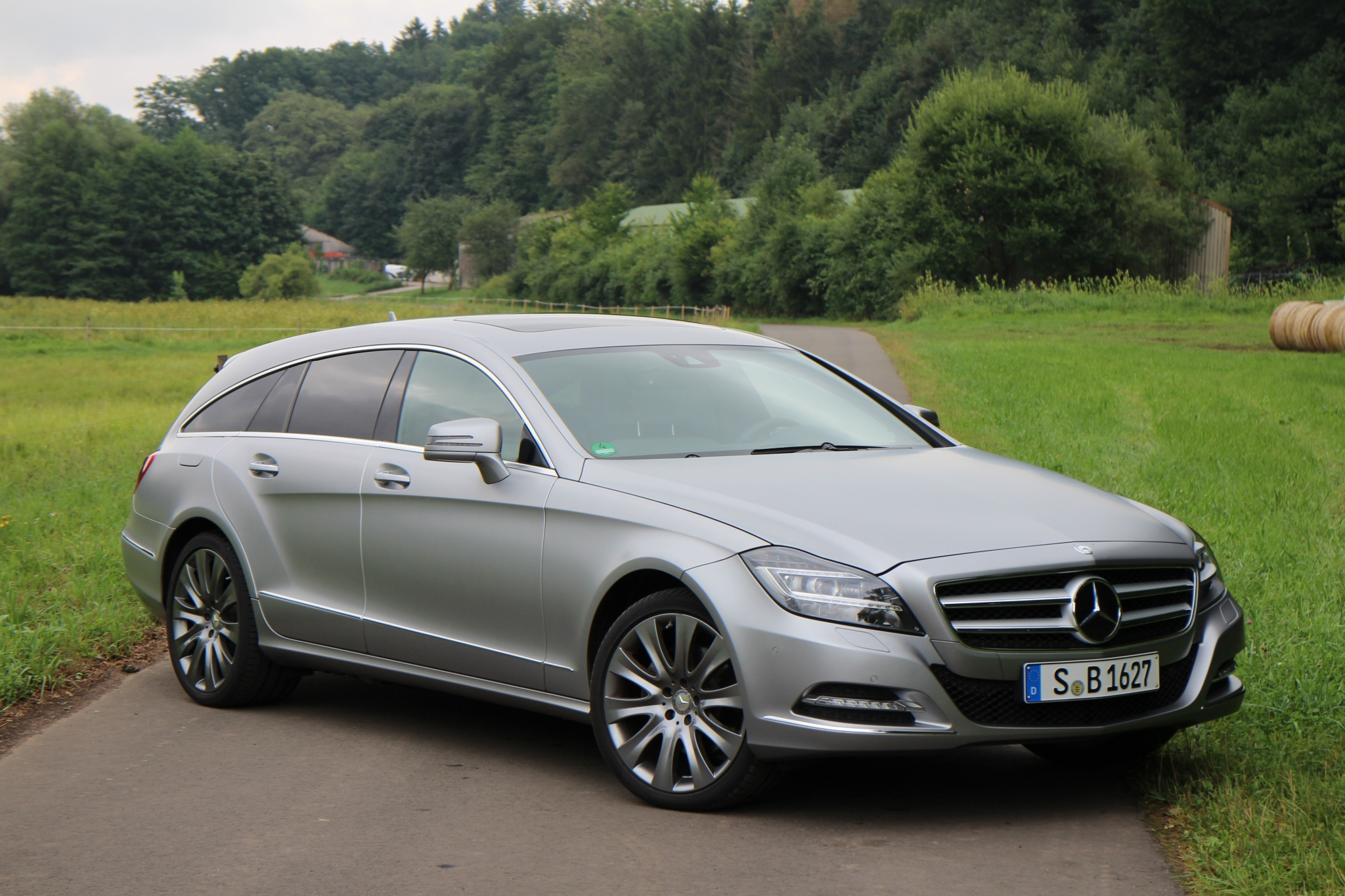
Mercedes CLS Shooting Brake (2012–2018)
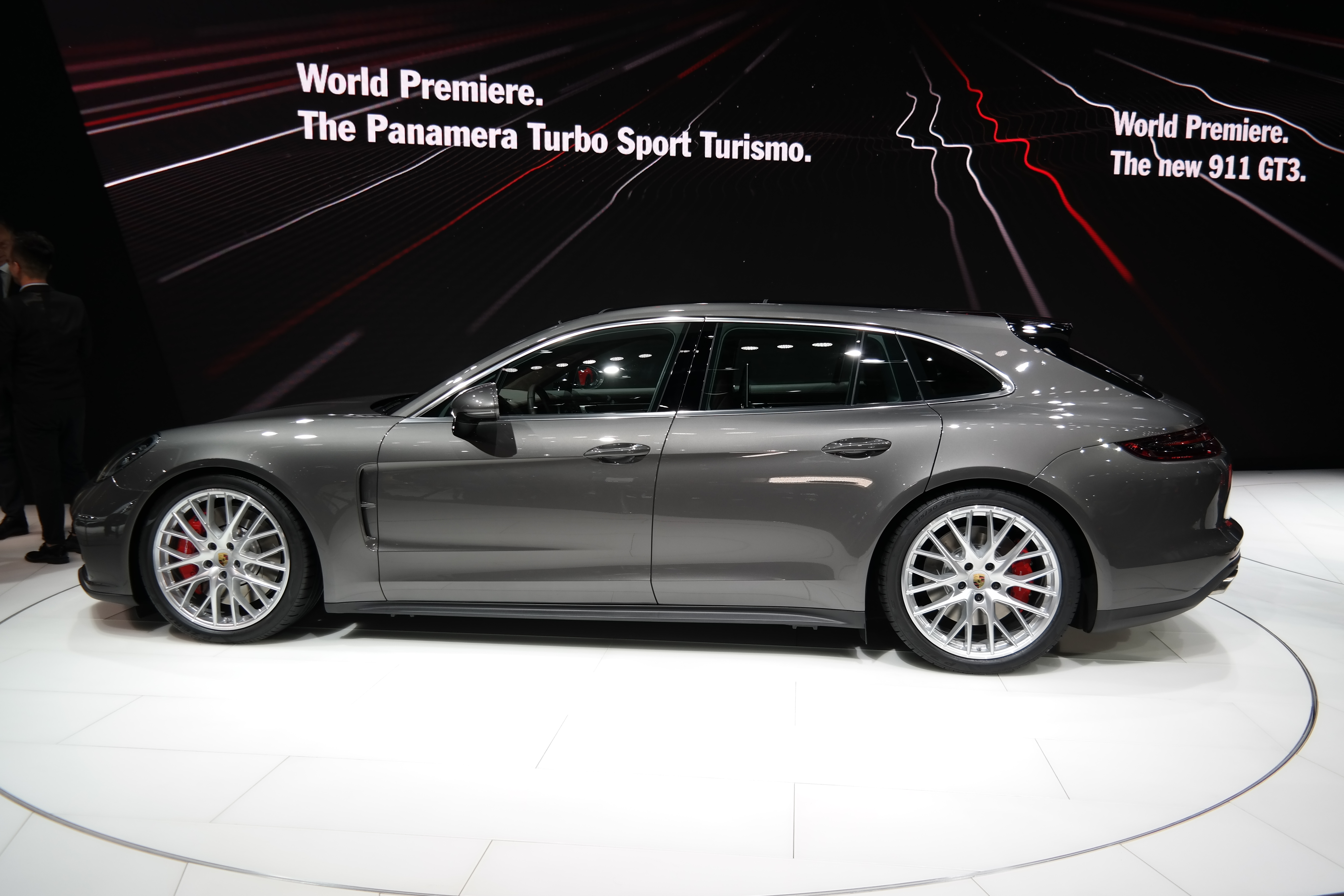
Porsche Panamera Sport Turismo (2017-)
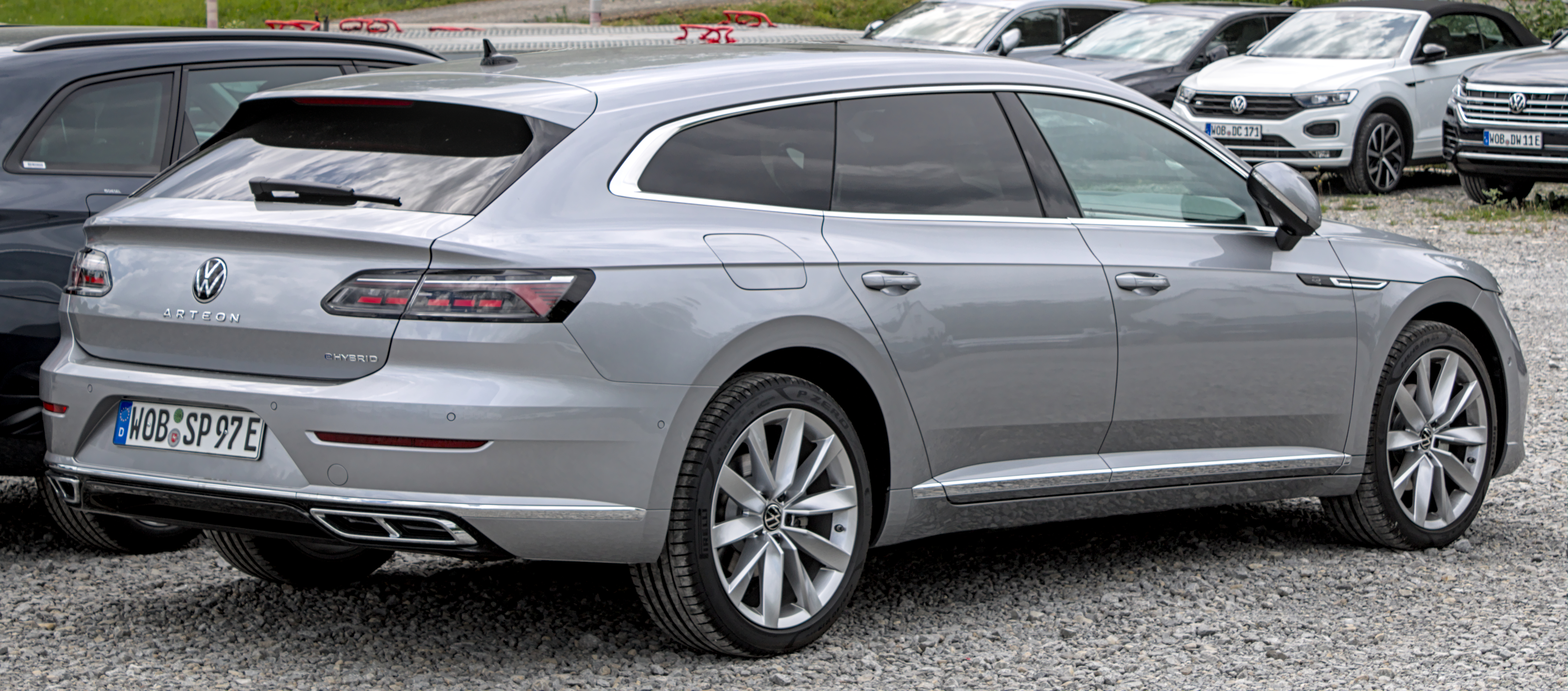
Volkswagen Arteon Shooting Brake (2020-)